# Metrobús Tegucigalpa
El Metrobús Tegucigalpa o Trans-450, era un proyecto propuesto y en obras de transporte público en Tegucigalpa, Honduras. El proyecto inició construcción pero nunca se llegó a terminar debido a complicaciones políticas y planeación. Los restos de la obra sigue en pie abandonados en las vías de la capital.
El proyecto se construía para aliviar la congestión circulatoria en Tegucigalpa y facilitar el transporte rápido de personas. El proyecto hubiese sido la mayor inversión pública en transporte público en Honduras.

## Antecedente
La ciudad capital hondureña sufre a partir de la década de los ochenta una severa congestión de tránsito en las horas punta, debido al crecimiento del parque de automóviles y la superpoblación, además de la inexistencia de una empresa de transporte que genere una afluencia de pasajeros civiles que sea segura, confiable, útil y expedita. Para tal fin el gobierno emitió el Decreto n.º 77-2011 publicado en el Diario oficial la Gaceta con fecha 8 de julio de 2011, para la creación de un medio de transporte seguro, rápido y capaz de descongestionar el flujo vehicular en la ciudad de Tegucigalpa, M.D.C.

## Proyección
El alcalde municipal Ricardo Antonio Álvarez Arias, anuncia un 25 de noviembre de 2010, la construcción de un Metrobús financiado con alrededor de US$ 150 millones de dólares (570 millones de Lempiras) por el Banco Interamericano de Desarrollo BID, mediante el préstamo 2465/BL HO. La construcción se llevará a cabo principiándose en el año 2010, con un máximo de plazo de cinco a siete años, para lo cual la Secretaría de Obras Públicas, Transporte y Vivienda de Honduras iniciaría con los trabajos de pavimentación y construcción de las rutas por donde pasará la línea proyectada del Metro bus capitalino.
Con fecha 24 de octubre de 2013, habitantes de la populosa colonia Kennedy toman las calles en oposición a la construcción del metrobús Trans-450.
El 24 de enero de 2014, el alcalde municipal inaugura el metrobús o Trans-450 en su primera etapa y en la estación bautizada como Los Presidentes dicho acto de inauguración fue también saludado por el Ministerio de Economía y Competitividad del Gobierno de España, el cual atribuye un gran progreso al Metrobús.
El proyecto del Bus de Transporte Rápido (BTR) o Trans-450, sería finalizado el último trimestre de 2017 y se preveía ser inaugurarlo en el mes de enero del 2018, afirmaron autoridades de la Alcaldía municipal del Distrito Central (AMDC), en respuesta a algunos sectores por la remoción de bordillos que se ha hecho en las rutas.Sin embargo, ha sido abandonado por las autoridades. Organizaciones como el Consejo Nacional Anticorrupción han manifestado su enfado debido a la corrupción detrás del proyecto. 

## Modelo de autobús
Los autobuses propuestos eran articulados de aproximados 18 metros a 24 metros de longitud, con capacidad más que 160 pasajeros, fabricado por Marcopolo/Caio, con alta tecnología de acceso, cámaras de vigilancia, centro de control y comunicaciones.

## Cancelación
El proyecto fue finalmente cancelado por el alcalde Jorge Aldana en el año 2022, citando:
Esa obra inútil queda cancelada y, a partir de la fecha, ya están los carriles habilitados. El Trans 450 es cosa del pasado y de ahora en adelante vamos a identificar otra obra. Buscaremos un modelo de transporte que sí sirva.

## Líneas y paradas
- Estadio Nacional
- Barrio Perpetuo Socorro
- Barrio Bella Vista
- Colonia Kennedy